# Frank Mijnals
Frank Mijnals (Moengo, 8 februari 1933) is een Surinaams voormalig voetballer. Hij speelde onder meer voor SV Robinhood, Elinkwijk en het Surinaams voetbalelftal. Hij is de jongere broer van Humphrey Mijnals, met wie hij het grootste deel van zijn carrière samenspeelde.

## Voetbalcarrière
In 1951 sloot Mijnals zich aan bij SV Robinhood, waarmee hij vier nationale titels won. In 1955 ging hij samen met zijn broers Stanley en Humphrey en Michel Kruin in Brazilië spelen.
In 1957 verhuisde Mijnals naar de Utrechtse eredivisieclub Elinkwijk, waar hij opnieuw met zijn broer zou spelen. Hier werden de broers Mijnals en voormalige Robinhood-teamgenoten Michel Kruin, Erwin Sparendam en Charley Marbach bekend als het "klavertje vijf". Bij deze club kreeg hij te maken met racisme. Na het eerste fluitsignaal werd hij al uitgemaakt voor "aap" en "vieze vuile neger". Toen verdediger André Maas van MVV hem in 1959 zonder aanleiding in zijn gezicht en maag sloeg gaf hij Maas een haal in zijn gezicht. Maas deed bij de politie melding van "mishandeling". Mijnals werd geschorst en kreeg een boete. De rechter schijnt niet te hebben doorgevraagd over de discriminerende voorvallen waar Mijnals mee te maken had.
Na deze periode bij Elinkwijk speelde hij voor Zeist, Zwartemeer en Hilversum.
Mijnals maakte twee optredens voor het Surinaams voetbalelftal in 1954, in een reeks vriendschappelijke wedstrijden tegen Nederland in het André Kamperveenstadion in Paramaribo. De eerste wedstrijd eindigde in een 4–3 nederlaag, waarbij zijn broer Humphrey het derde doelpunt van de wedstrijd scoorde. De tweede wedstrijd eindigde in een 2–0 nederlaag.

## Carrièrestatistieken
| Seizoen         | Club            | Land            | Competitie      | Competitie | Competitie | Beker | Beker | Internationaal | Internationaal | Overig | Overig | Totaal | Totaal |
| Seizoen         | Club            | Land            | Competitie      | Wed.       | Dlp.       | Wed.  | Dlp.  | Wed.           | Dlp.           | Wed.   | Dlp.   | Wed.   | Dlp.   |
| --------------- | --------------- | --------------- | --------------- | ---------- | ---------- | ----- | ----- | -------------- | -------------- | ------ | ------ | ------ | ------ |
| 1957/58         | Elinkwijk       | Nederland       | Eredivisie      | –          | –          | –     | 1     | 0              | 0              | 0      | 0      | –      | –      |
| 1958/59         | Elinkwijk       | Nederland       | Eredivisie      | –          | –          | –     | 0     | 0              | 0              | 0      | 0      | –      | –      |
| 1959/60         | Elinkwijk       | Nederland       | Eredivisie      | –          | –          | –     | –     | 0              | 0              | 0      | 0      | –      | –      |
| 1960/61         | Zeist           | Nederland       | Tweede divisie  | –          | 5          | –     | 1     | 0              | 0              | 0      | 0      | –      | 6      |
| 1961/62         | Zwartemeer      | Nederland       | Tweede divisie  | –          | 1          | –     | 0     | 0              | 0              | 0      | 0      | –      | 1      |
| 1962/63         | FC Hilversum    | Nederland       | Tweed divisie B | –          | 2          | –     | 0     | 0              | 0              | 0      | 0      | –      | 2      |
| Carrière totaal | Carrière totaal | Carrière totaal | Carrière totaal | –          | –          | –     | 2     | 0              | 0              | 0      | 0      | –      | –      |